# Budynek Yacht Klubu Polski w Augustowie
Budynek Yacht Klubu Polski (Willa Prezydenta) – budynek dawnego Yacht Klubu Polski w Augustowie.
Drewniany budynek położony jest w dzielnicy Lipowiec na półwyspie Dąbek nad Jeziorem Białym Augustowskim. W dwudziestoleciu międzywojennym budynek spełniał funkcje turystyczne. Współcześnie znajdują się w nim mieszkania.
W 1933, dzięki staraniom Antoniego Aleksandrowicza i Stanisława Zakrzewskiego (wicedyrektora PAT), został utworzony w Augustowie oddział Yacht Klubu Polski. Prace nad budynkiem ukończono 1 czerwca 1934, zaś otwarcie ośrodka odbyło się podczas Święta Morza. W obiekcie wypoczywał m.in. prezydent Ignacy Mościcki, stąd wzięła się nieformalna nazwa budynku – Willa Prezydenta.